# 191st Street
191st Street – stacja na linii 1 metra w Nowym Jorku. Znajduje się w dzielnicy Manhattan, w Nowym Jorku i jest zlokalizowana pomiędzy stacjami Dyckman Street i 181st Street. Została otwarta 14 stycznia 1911.